# Chaucingo Atezquilla
Chaucingo Atezquilla är en ort i Mexiko.   Den ligger i kommunen Ixtacamaxtitlán och delstaten Puebla, i den sydöstra delen av landet, 120 km öster om huvudstaden Mexico City. Chaucingo Atezquilla ligger 2 810 meter över havet och antalet invånare är 104.
Terrängen runt Chaucingo Atezquilla är kuperad, och sluttar österut. Runt Chaucingo Atezquilla är det ganska tätbefolkat, med 56 invånare per kvadratkilometer. Närmaste större samhälle är Chignahuapan, 18,2 km norr om Chaucingo Atezquilla. I omgivningarna runt Chaucingo Atezquilla växer huvudsakligen savannskog.